# NGC 7016
NGC 7016 est une lointaine galaxie elliptique située dans la constellation du Capricorne. Sa vitesse par rapport au fond diffus cosmologique est de 10 781 ± 20 km/s, ce qui correspond à une distance de Hubble de 159 ± 11 Mpc (∼519 millions d'al). NGC 7016 a été découverte par l'astronome américain Francis Leavenworth en 1885.
À ce jour, deux mesures non basées sur le décalage vers le rouge (redshift) donnent une distance de 157,500 ± 6,364 Mpc (∼514 millions d'al), ce qui est à l'intérieur des valeurs de la distance de Hubble.

## Groupe de Abell 3744
NGC 7016 est le membre le plus brillant d'un groupe de galaxies (BCG, Brightest group member). Il s'agit d'Abell 3744, un petit groupe de galaxies lointaines de cinq galaxies. La désignation ABELL 3744:[PL95] BCG de NGC 7016 vient d'ailleurs du nom des auteurs de l'article (Postman et Lauer) cité en référence par la base de données NASA/IPAC. Malheureusement, cet article n'indique pas les désignations des galaxies, seules leurs coordonnées. Cependant, la base de données Simbad cite en référence un article de Hudson et al. qui indique les désignations GSG (G, South, field G) de ces cinq galaxies. Étonnamment, une seule galaxie de cette deuxième source se retrouve dans la liste de Postman et Lauer.